# 布衣神相 (電視劇)
《布衣神相》(Face To Fate)，香港電視廣播有限公司古裝武打電視劇，由林文龍、林峯、楊怡、李詩韻及姜大偉領銜主演，並由向海嵐、胡定欣、駱應鈞及郭政鴻聯合演出，監製關永忠。改編自溫瑞安《布衣神相》，對原著改動較大。
劇集在2006年海外首播，2011年在翡翠台中午劇集時段首播。

## 與原著的分別
- 原著中“四小飛魚”應為：沈絳紅、孟晚唐、宋晚燈和楚晚弓，葉楚甚和葉夢色不屬“四小飛魚”，且二人為非親生兄妹(葉楚甚為養子)。
- 原著中“五大高手”應為：“藏劍老人”谷風晚、飛鳥大師、枯木道人、“踏雪無痕”白青衣，及葉氏兄妹(葉楚甚，葉夢色二人為一組)，五大高手中除枯木道人外，其餘均為飛魚山莊中人。神捕鄒辭(原著化名張布衣)，綽號“銅鈴紅傘”，銅鈴是暗器，紅傘為武器，是大同都御使任命的專案捕役，奉命追緝假扮相士，實則是隸屬內廠的“算命殺手”魯布衣，不屬白道聯盟“刀柄會”六大派—青帝門(後改作：無助門)、飛魚塘(飛魚山莊)、括蒼派、點蒼派、黃山派、雁蕩派—的弟子。項少影(原著為項笑影)，原名項映，綽號“岷山劍客”，明項忠之子(故事設定時間為明武宗正德年劉瑾掌權期間)；茹小意，綽號“巴山天女”，二人蒙難時，得李布衣施以援手而相識，兩夫婦同樣皆非白道聯盟“刀柄會”弟子。
- 原著中“藏劍老人”和“埋劍老人”並非孿生兄弟，亦非鑄劍師，“藏劍老人”谷風晚和“埋劍老人”何可河是一對義結金蘭，情逾手足的“劍痴”。
- 原著中飛魚山莊潛伏天慾宮臥底應為仇五花，而非張幸手。
- 原著中哥舒天應為天慾宮副宮主，與李布衣、葉夢色無任何關係，天慾宮宮主應為項飛夢，項晚真為項飛夢之子，天慾宮少宮主，書中只提及名字，兩人並沒出現，另“項飛夢”為作者溫瑞安曾用筆名之一。
- 原著中米纖只在沈星南、李布衣及葉夢色回憶中出現，現實中並沒出現。
- 原著中“醫神醫”賴藥兒的三不醫應為：一不出診，二不替江湖中人治病，三不替不喜歡的人看病，這是因為他醫了些不該醫的人才會有此規矩，劇中林峯演繹與原著人物形象及性格相距甚遠。“醫神醫”這外號獨指賴藥兒，非指賴家，這是“因為天下所有神醫患不治之疾時，都只有找賴藥兒想辦法”，而賴藥兒也確名副其實，因他治好了天下三大名醫之一的“死人復活”呂鳳子(另兩位為正派的“醫神醫”賴藥兒及邪派的“鬼醫”諸葛半里)。而“妙手回春”余忘我並沒被殺，而是在照顧呂鳳子。
- 原著中根治早衰症的藥方“七大恨”應為：獨活雪蓮、萬年石打穿、珊瑚馬蹄金、飛喜樹、孟仲季、龍睛沙參、燃脂頭陀。
- 原著中賴藥兒因中了哥舒天的“六陽神火鑑”，激發早衰症，但為救同中“六陽神火鑑”而重傷的閔小牛，把“七大恨”給閔小牛服用，自己則因機能衰退而死於嫣夜來懷中。
- 原著中“翠羽眉”柳焚餘屬於《布衣神相》裡的另一個章節，與“飛魚山莊”、“天慾宮”故事人物沒有任何交集，柳焚餘在想暗算李布衣的同時被另一殺手暗算，最後與對方同歸於盡。
- 原著中項笑影與茹小意在兩個故事中出現，第一個故事中獨生兒子被殺，第二個故事中茹小意被垂涎她美貌的樊大先生佈局誘騙失身，後為李布衣所救，自殺未遂。
- 原著中藏劍老人雖是五大高手之一，但並非正派人物，本欲殺李布衣為自己雙手報仇，但最後被李布衣奮力一擊意外死於自己雙劍之下。

## 演員表

### 無極門
| 演員   | 角色   | 關係／暱稱                                                                          |
| 羅樂林 | 無相子 | 無極門掌門 應天行、李布衣師父 多年前被應天行殺害，把元神附入仙枕                    |
| 林文龍 | 李布衣 | 布衣神相 原名李世康 無極門弟子 無相子徒弟 應天行師弟 逐漸與葉夢色相戀，到結局在一起 |

### 醫神醫賴家
| 演員   | 角色   | 關係／暱稱                                                                                |
| 張英才 | 賴藥郎 | 賴藥兒兄長 患有早衰症 於第17集救了諸葛半里娘親後病逝                                      |
| 林 峯  | 賴藥兒 | 賴神醫 醫神醫賴家傳人 賴藥郎二弟 逐漸與嫣夜來相戀，後為救其而一度出賣李布衣，最終改過自新 |

### 閔家／悅來客棧
| 演員   | 角色   | 關係／暱稱                                                                       |
| 雪 妮  | 閔李芳 | 嫣夜來家姑 閔良母親 閔小山祖母                                                   |
| 黃子衡 | 閔 良  | 閔李芳亡子 閔小山亡父 嫣夜來亡夫                                                 |
| 李詩韻 | 嫣夜來 | 玉芙蓉 盜墓女飛賊 悅來客棧老闆娘 閔李芳媳婦 閔良遺孀 閔小山後母 逐漸與賴藥兒相戀 |
| 丘梓謙 | 閔小山 | 閔李芳孫兒 閔良兒子 嫣夜來繼子                                                   |
| 夏 萍  | 二 嬸  | 悅來客棧老夥記                                                                   |
| 杜 港  | 阿 港  | 悅來客棧小二                                                                     |

### 白道

#### 飛魚山莊
| 演員   | 角色   | 關係／暱稱 |
| 姜大偉 | 沈星南 | 白道盟主 飛魚山莊莊主 米纖丈夫 沈絳紅父親 實為內奸，因練赤砂掌而走火入魔而出賣同道來換取治理方法，被揭發後逃離兼失憶 於第25集把米纖殺害 於第30集與哥舒天互相打鬥致死 |
| 向海嵐 | 米 纖  | 化名若蘭 沈星南妻子 李布衣舊情人 於第25集被沈星南所殺 |
| 郭耀明 | 宋晚燈 | 飛魚山莊大弟子 四小飛魚之首 原本為金印大戰出戰高手，遭高未末暗算後因無法擺脫心魔而自殺                                                                               |
| 陳山聰 | 葉楚甚 | 金弓銀箭 飛魚山莊二弟子 四小飛魚之一 |
| 楊 怡  | 葉夢色 | 沉魚落雁 飛魚山莊三弟子 四小飛魚之一 實為哥舒天及苗小玉親生女兒 逐漸與李布衣相戀 發現父親為哥舒天後答應做天慾宮少宮主來阻止魔長道消                                  |
| 胡定欣 | 沈絳紅 | 飛魚山莊四弟子 四小飛魚之一 沈星南女兒 被柳焚餘挾持後與其經歷一段日子而互相愛上對方                                                                                  |
| 林敬剛 | 孟晚塘 | 飛魚山莊五弟子 實為天慾宮內奸 於第25集代沈星南頂罪後被其滅口 |
| 楊 明  | 楚晚弓 | 飛魚山莊六弟子 |
| 李彩寧 | 程日霞 | 飛魚山莊七弟子 |
| 張潔蓮 | 向日雲 | 飛魚山莊八弟子 |
| 陳 堃  | 傅晚飛 | 飛魚山莊九弟子 於第25集被沈星南滅口 |
| 楊嘉諾 | 徐天福 | 飛魚山莊管事 |
| 麥嘉倫 | 富 貴  | 飛魚山莊下人 |
| 蕭徽勇 | 吉 祥  | 飛魚山莊下人 |
| 詹秀君 | 春 桃  | 飛魚山莊下人 |
| 傅劍虹 |        | 飛魚山莊弟子 |

#### 黃山派
| 演員   | 角色     | 關係／暱稱                                                                |
| 李麗麗 | 曉月道人 | 黃山派掌門 後收李布衣為徒                                                 |
| 劉桂芳 | 丘斷刀   | 黃山派高手 原本為金印大戰出戰高手，卻遭高未末暗殺                         |
| 袁彩雲 | 茹小意   | 黃山派前弟子／高手 綢緞莊老闆娘 項少影妻子 多年前被逐出師門，後與丈夫退隱 |
| 雷 恩  |          | 黃山派弟子                                                                |
| 張貝蒨 |          | 黃山派弟子                                                                |
| 潘芷蕾 |          | 黃山派弟子                                                                |

#### 點蒼派
| 演員   | 角色   | 關係／暱稱 |
| 古明華 | 鍾 錯  | 點蒼派掌門 於第24集遇害 |
| 王維德 | 劉一新 | 點蒼派新掌門 |
| 曾守明 | 孟青樓 | 點蒼派高手 原本為金印大戰出戰高手，卻遭高未末暗殺                                                                                            |
| 陳榮峻 | 谷風萬 | 藏劍老人 點蒼派前弟子／高手 鑄劍師 谷風千兄長 多年前被逐出師門 為鑄劍而走火入魔，殺害其弟，並分裂出其弟之人格 於第17集被醫好並答應為白道出戰 |
| 陳榮峻 | 谷風千 | 埋劍老人 點蒼派前弟子 鑄劍師 谷風萬二弟 多年前被逐出師門，後被其兄殺害                                                                       |
| 林遠迎 |        | 點蒼派弟子 |
| 楊鴻俊 |        | 點蒼派弟子 |
| 陸駿光 |        | 點蒼派弟子 |

#### 雁蕩派
| 演員   | 角色     | 關係／暱稱 |
| 華忠男 | 蕭大先生 | 雁蕩派掌門 被懷疑為內奸，並被其他掌門打落山崖 後被發現實遭陷害，在墮崖後本仍在生，但遭人所殺                                              |
| 梁健平 | 董志平   | 雁蕩派新掌門 於第26集斬斷嫣夜來手根腳根，最後被賴藥兒所殺                                                                                 |
| 李岡龍 | 林 復    | 雁盪派新掌門 |
| 蔣榮法 | 秦燕橫   | 雁蕩派高手 原本為金印大戰出戰高手，卻遭高未末暗殺                                                                                         |
| 李家聲 | 鄒 辭    | 神捕 雁蕩派前弟子／高手 朝廷捕快 多年前被逐出師門 一直追查玉芙蓉之下落，但最後放過其並答應為白道出戰 於第13集因調查內奸一事而被柳焚餘所殺 |
| 陳建文 |          | 雁蕩派弟子 |
| 蒲茗藍 |          | 雁蕩派弟子 |
| 湯俊明 |          | 雁蕩派弟子 |

#### 括蒼派
| 演員   | 角色   | 關係／暱稱 |
| 李家鼎 | 郭大江 | 括蒼派掌門 |
| 張達倫 | 英肅殺 | 括蒼派高手 為原本金印大戰高手之一，卻遭高未末暗殺                                                                                |
| 艾 威  | 鄭道然 | 枯木道人 括蒼派前弟子／高手 有涯子徒弟 多年前被逐出師門後拜有涯子為師並鑽研長生不老之術 於第10集聽從師父臨終之言而答應為白道出戰 |
| 麥長青 | 項少影 | 括蒼派前弟子／高手 豬肉佬 茹小意丈夫 多年前被逐出師門，後與妻子退隱                                                              |
| 何偉業 |        | 括蒼派弟子 |
| 何俊軒 |        | 括蒼派弟子 |
| 許明志 |        | 括蒼派弟子 |

#### 其他派
| 演員   | 角色     | 關係／暱稱 |
| 歐瑞偉 | 白青書   | 銀笛書生、山妖 青城派大弟子／高手 江璧玲舊情人 當年被江璧於成親當晚所毒 被逐出師門後隱居，並捉走縣裏新娘，要她們證明真正愛其夫君 於第8集因化解多年仇恨而答應為白道出戰 |
| 郭德信 | 關總鏢頭 | 聚賢鏢局總鏢頭 白道前輩 |

### 黑道／天慾宮
| 演員   | 角色     | 關係／暱稱 |
| 駱應鈞 | 哥舒天   | 哥舒宮主 本名應天行 天慾宮宮主 葉夢色父親 李布衣師兄 於第30集與沈星南互相打鬥致死                                |
| 楊 怡  | 葉夢色   | 天慾宮少宮主／飛魚山莊前弟子 哥舒天親女 最終成黑道盟主並把天慾宮改邪歸正，兼成武林盟主，最後與李布衣在一起       |
| 鍾志光 | 項晚真   | 天慾宮副宮主 於第5集被哥舒天殺害                                                                                 |
| 王 青  | 歐陽蝙蝠 | 蝠王 天慾宮紫金壇壇主                                                                                            |
| 呂 珊  | 匡雪君   | 梟神娘 天慾宮碧水壇壇主                                                                                          |
| 李子奇 | 張幸手   | 天慾宮褐木壇壇主 實為沈星南之內奸 於第12集被揭發後遭受酷刑，最後被柳焚餘所殺來免其繼續受折磨                     |
| 冼灝英 | 聞九公   | 天慾宮黃土壇壇主                                                                                                 |
| 郭卓樺 | 仇五花   | 天慾宮赤火壇壇主                                                                                                 |
| 曾偉權 | 諸葛半里 | 鬼醫 天慾宮中人 呂鳳子之子                                                                                       |
| 關 菁  | 高未末   | 心魔 武林高手 一度於江湖上銷聲匿跡，實已投靠黑道 以攝神大法暗殺第一批五大高手，最後死於葉夢色及沈星南手下        |
| 楊卓娜 | 江璧玲   | 千面夜叉 前天慾宮中人 白青書舊情人 當年假裝與白青書相戀來阻止其出戰金印大戰 現已隱退江湖，另嫁別人並育有一對子女 |
| 黃文標 |          | 黑道人士 |
| 黃文標 | 雷大虎   | 猛虎幫幫主 |
| 羅 莽  |          | 五死士之一 |
| 鄭家生 |          | 五死士之一 |
| 詹小玲 |          | 五死士之一 |
| 黃煒溏 |          | 五死士之一 |
| 陳狄克 | 仇一峰   | 黑道土豪惡霸 聘請柳焚餘殺害其仇家，最終亦被其所殺                                                                |
| 江 漢  |          | 天慾宮前宮主 |
| 葉凱茵 |          | 天慾宮美女 |
| 沈可欣 |          | 天慾宮美女 |
| 鍾建文 | 黑山怪   | 黑道兄弟 |
| 張國威 | 黑山怪   | 黑道兄弟 |
| 曾梓明 | 玉郎君   | 五毒金蜂 黑道人士                                                                                                |
| 黃俊紳 | 海長青   | 飛鷹會中人 |
| 譚俊雄 | 朱 浪    | 海鯊島中人 |
| 寧 進  |          | 天慾宮手下 |
| 劉深宜 |          | 天慾宮手下 |
| 卓 躒  |          | 天慾宮手下 |

### 其他演員
| 演員           | 角色     | 關係／暱稱 |
| 郭 淨（青年）  | 求死大師 | 五台山和尚 李布衣好友 常說一心求死，直至誤會葉夢色為其女兒                                                                                      |
| 秦 煌          | 求死大師 | 五台山和尚 李布衣好友 常說一心求死，直至誤會葉夢色為其女兒                                                                                      |
| 陳景昆（童年） | 柳焚餘   | 翠羽眉、九命殺手 江湖第一殺手 童年時家人被滅門而想自殺時被李布衣所救 挾持沈絳紅後與其經歷一段日子而互相愛上對方，並與其私奔，最後答應為白道出戰 |
| 郭政鴻         | 柳焚餘   | 翠羽眉、九命殺手 江湖第一殺手 童年時家人被滅門而想自殺時被李布衣所救 挾持沈絳紅後與其經歷一段日子而互相愛上對方，並與其私奔，最後答應為白道出戰 |
| 白 茵          | 呂鳳子   | 諸葛半里母親 因被沈星南毒害而昏迷多年，後得賴藥郎所救                                                                                           |
| 趙敏通         |          | 白道人士 |
| 趙敏通         | 打手     | |
| 蘇麗明         |          | 大肚少婦 蘇立風妻子 攜兒尋夫並得賴李布衣相助 |
| 劉天龍         |          | 聚賢鏢局鏢師 |
| 徐 榮          |          | 聚賢鏢局鏢師 |
| 趙樂賢         |          | 聚賢鏢局家丁 |
| 麥子樂         |          | 聚賢鏢局家丁 |
| 邵卓堯         | 蘇立風   | 聚賢鏢局鏢師／新郎 預備棄妻另娶鏢局千金，後回心轉意                                                                                             |
| 王基信         |          | 小二 |
| 王基信         | 男子     | |
| 林淑敏         |          | 花姑娘 |
| 林影紅         |          | 花姑娘 |
| 葉凱茵         |          | 花姑娘 |
| 何綺雲         |          | 花姑娘 |
| 黃樂兒         |          | 花姑娘 |
| 張美妮         |          | 盲歌女 |
| 凌禮文         |          | 啞樂師） |
| 裘卓能         |          | 江南三狼 被孟青樓所殺 |
| 翟兆麟         |          | 江南三狼 被孟青樓所殺 |
| 寧 進          |          | 江南三狼 被孟青樓所殺 |
| 鄧汝超         |          | 病男子 |
| 鄧汝超         | 白道嘍囉 | |
| 趙永洪         |          | 賭坊打手 |
| 趙永洪         | 仇家     | |
| 殷 櫻          | 如 花    | 賴藥兒舊情人 |
| 潘冠霖         |          | 富商女兒 |
| 李啟傑         |          | 惡漢 |
| 李啟傑         | 荷官     | |
| 李啟傑         | 文嘯宗   | 黑道人士 |
| 陳勉良         |          | 道士 |
| 魏惠文         |          | 村長 |
| 羅天池         |          | 大漢 |
| 羅天池         | 李老闆   | 生意夥伴 |
| 鍾建文         |          | 大漢 |
| 甘子正         |          | 丹青店老闆 |
| 黎銘諾         |          | 打手 |
| 張國威         |          | 打手 |
| 廖麗麗         |          | 大妗 |
| 伍濼文         |          | 新娘／村長女兒 |
| 林敏儀         | 小 桃    | 饅頭少女 崔婆婆孫女 |
| 余慕蓮         | 崔婆婆   | 小桃祖母 |
| 李珮瑜         |          | 新娘 |
| 吳幸美         |          | 新娘 |
| 黃梓瑋         |          | 村民 |
| 劉深宜         |          | 村民 |
| 楊證樺         |          | 村民 |
| 胡麒豐         | 玲 夫    | 江碧玲丈夫 |
| 葉 暐          |          | 新郞 |
| 梁珈詠         |          | 新娘 |
| 寧 進          |          | 打手 |
| 鄭世豪         |          | 道童／道士 |
| 許文翹         |          | 道童／道士 |
| 劉 江          | 有涯子   | 鄭道然師父 十幾年前尋求長生不老之藥時失蹤 事實為一直困在古墓裏，皆因吃下該藥後全身僵硬不能 於第10集因無法逃走而死在古墓倒塌下                   |
| 何啟南         | 鄒 武    | 鄒辭表哥 假冒鄒辭並到處犯罪，最後被其表哥大義滅親所殺                                                                                           |
| 孫季卿         |          | 漁村老伯 |
| 黎秀英         |          | 漁村老婦 |
| 王俊棠         |          | 惡人 |
| 黃文標         |          | 惡人 |
| 曾健明         |          | 主持大師 |
| 戴耀明         | 樹 根    | 痳瘋病人 |
| 游 飈          |          | 痳瘋病人 |
| 黃鳯           |          | 痳瘋病人 |
| 趙樂賢         | 大 牛    | 痳瘋病人 |
| 李海生         | 利忘義   | 通天商賈 |
| 羅泳嫻         | 苗小玉   | 應天行亡妻 葉夢色親母 曾與求死有過一夜情，後被丈夫所殺，腹中胎兒被仵作所救                                                                      |
| 賀文傑         |          | 惡霸 |
| 盧永匡         |          | 惡霸 |
| 盧永匡         | 守衛     | |
| 伍慧珊         | 萍       | 受恩寡婦 |
| 黎銘諾         |          | 客人 |
| 柯 嵐          |          | 客人 |
| 魯文傑         |          | 村民 |
| 楊瑞麟         | 酒 聖    | 神農百草酒主人 為求自保而出賣賴藥兒及李布衣，最後被前者所殺                                                                                     |
| 招石文         |          | 求死師父 遭賴藥兒所殺 |
| 河國榮         | 扎 耶    | 波斯拜火教教主 |

## 電視節目的變遷
| 翡翠台中午劇集時段 星期一至五 11:45-12:40 | 翡翠台中午劇集時段 星期一至五 11:45-12:40 | 翡翠台中午劇集時段 星期一至五 11:45-12:40 |
| ----------------------------------------- | ----------------------------------------- | ----------------------------------------- |
|                                           | 布衣神相 (2011.03.08 - 2011.04.19)        |                                           |
| 最美麗的第七天 (2011.02.07 - 2011.03.07)  | 棟篤神探 (2011.04.26 - 2011.06.01)        |                                           |

| 香港、 马来西亚 千禧经典台 Superstar…李施嬅时段 · 星期六至日 08:30 - 10:15（香港时间） · 星期六至日 08:34 - 10:19（马来西亚时间）（两集连播） | 香港、 马来西亚 千禧经典台 Superstar…李施嬅时段 · 星期六至日 08:30 - 10:15（香港时间） · 星期六至日 08:34 - 10:19（马来西亚时间）（两集连播） | 香港、 马来西亚 千禧经典台 Superstar…李施嬅时段 · 星期六至日 08:30 - 10:15（香港时间） · 星期六至日 08:34 - 10:19（马来西亚时间）（两集连播） |
| --- | --- | --- |
| | 布衣神相 （2022年5月29日 - 2022年7月17日） | |
| 恋爱星求人 （2022年4月24日 - 2022年5月28日）                                                                                                  | 刀下留人 （2022年7月23日 - 2022年9月3日） | |